# Leonhard von Porto Maurizio

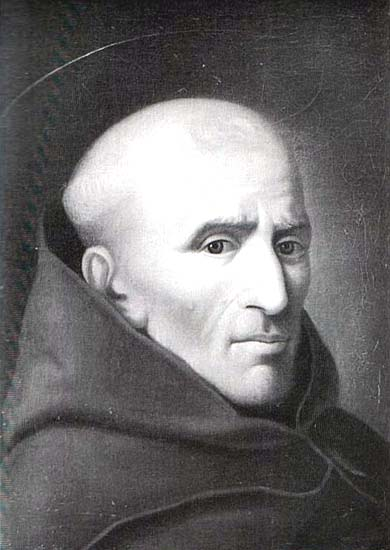
St. Leonhard von Porto Maurizio

Leonhard von Porto Maurizio OFM (Leonardo da Porto Maurizio, bürgerlich Paolo Girolamo Casanuova, * 20. Dezember 1676 in Porto Maurizio, heute Imperia (Ligurien); † 26. November 1751 in Rom) war ein Franziskaner und Prediger. Er gab der Kreuzwegandacht ihre heutige Gestalt und soll an der Errichtung von mehr als 500 Kreuzwegen beteiligt gewesen sein. In der römisch-katholischen Kirche wird er als Heiliger verehrt.
Leonhard  wurde 1796 selig- und 1867 heiliggesprochen; 1923 wurde er zum Patron der Volksmissionare bestimmt. Sein Gedenktag ist der 26. November. Die Reliquien des heiligen Leonhard ruhen im Hochaltar der Kirche San Bonaventura al Palatino.